# 慶廉 (光緒進士)
慶廉（1868年—?），字介臣，号挹泉，滿洲正紅旗人，清朝政治人物、同進士出身。
光緒十七年順天乡试中举，二十四年（1898年），参加光緒戊戌科殿試，登進士三甲22名。同年五月，以主事分部学习。